# Morchella tridentina
Morille du Trentin
Espèce
Morchella tridentina, la Morille du Trentin, est une espèce de la famille des Morchellaceae. Elle est caractérisée par ses côtes parallèles fendues en leur milieu, ses teintes d'abord sombres puis claires et sa capacité à roussir au toucher. C'est une espèce cosmopolite.

## Systématique

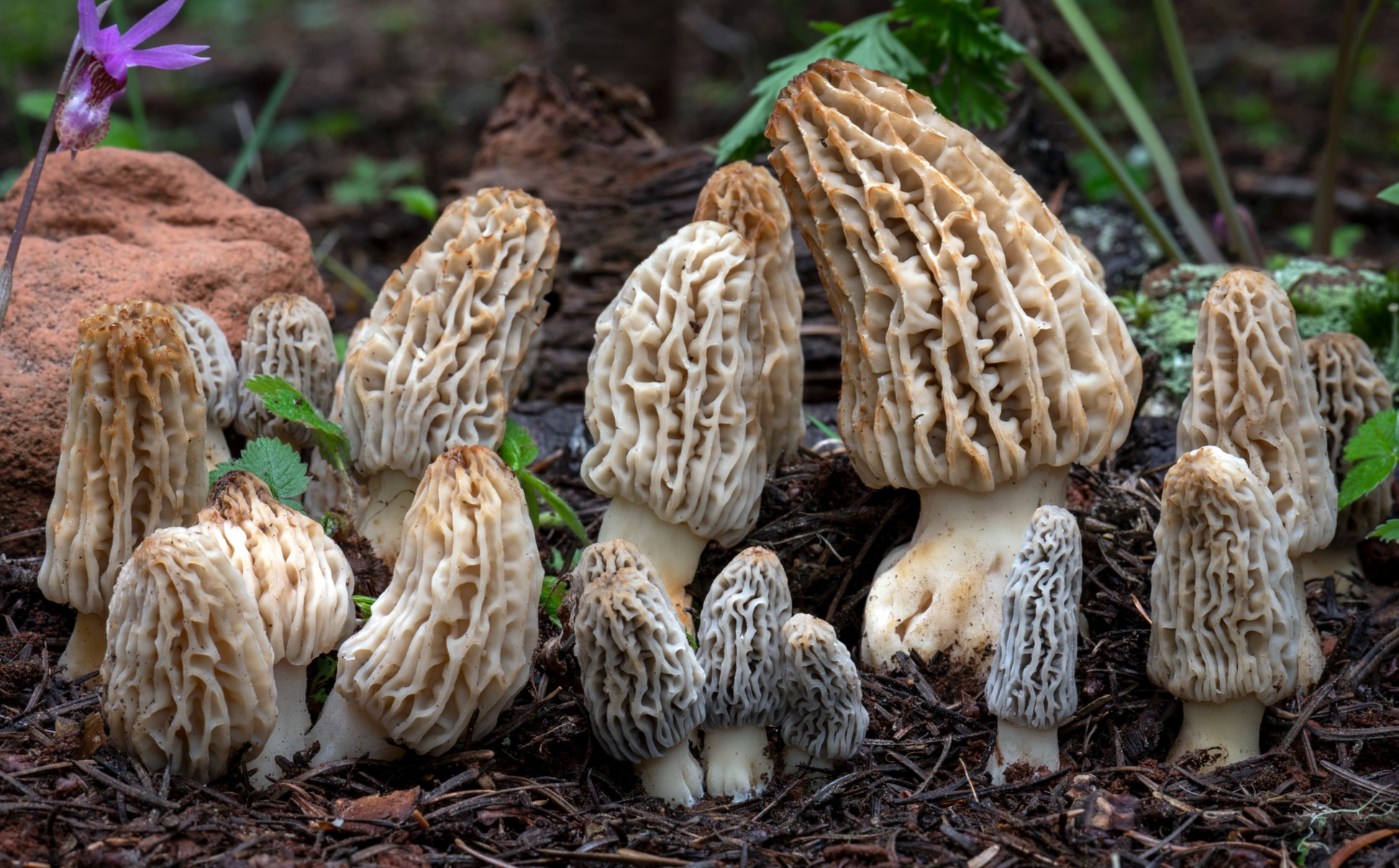
Collection de sporophores de M. tridentina à divers stades de croissance.

Le nom scientifique complet (avec auteur) de ce taxon est Morchella tridentina Bres..

### Synonymes
Morchella tridentina a pour synonymes :
- Morchella conica var. pseudoeximia Clowez
- Morchella conica var. tridentina (Bres.) Clowez
- Morchella elatoides var. elegans Jacquet.
- Morchella frustrata M.Kuo
- Morchella quercus-ilicis Clowez, L.Ballester & L.Romero

### Phylogénie
Les premières séquences de Morchella tridentina ont été publiées par Taşkın et ses collègues en 2010, dans le cadre d'une étude portant sur la diversité des Morchella dans les régions méditerranéennes et égéennes de la Turquie. Étant donné que de nombreuses lignées de morilles n'ont pas pu être attribuées avec certitude aux binômes disponibles dans les premières études phylogénétiques, cette espèce s'était vue attribuer provisoirement le code phylogénétique « Mel-2 ».

### Étymologie
Son épithète spécifique provient du latin tridentinus, en réfèrence au Trentin, région du nord-est de l'Italie où vivait l'abbé Giacomo Bresadola, découvreur de l'espèce.

### Noms vulgaires et vernaculaires
Ce taxon porte en français le nom vernaculaire ou normalisé suivant : Morille du Trentin.

## Description du sporophore
Son chapeau mesure 5 à 10 (18) cm x 2,5 à 4 (5) cm. Il est conique à cylindrique à sommet obtus, d'abord sombre puis s'éclaircissant à maturité pour devenir gris ocre. Les alvéoles primaires sont parallèles longitudinaux et plus ou moins fendus en deux sur leur longueur. Il se tache de rouille orangé au toucher.
Le pied mesure 2 à 6 cm x 1,5 à 2 (4) cm. Il est blanchâtre, souvent élargi à la base.
La chair a une odeur légère non caractéristique, sa saveur est douce.

### Caractéristiques microscopiques
Ses spores sont elliptiques et mesurent 20 à 26 μm par 13 à 18 μm.

## Galerie

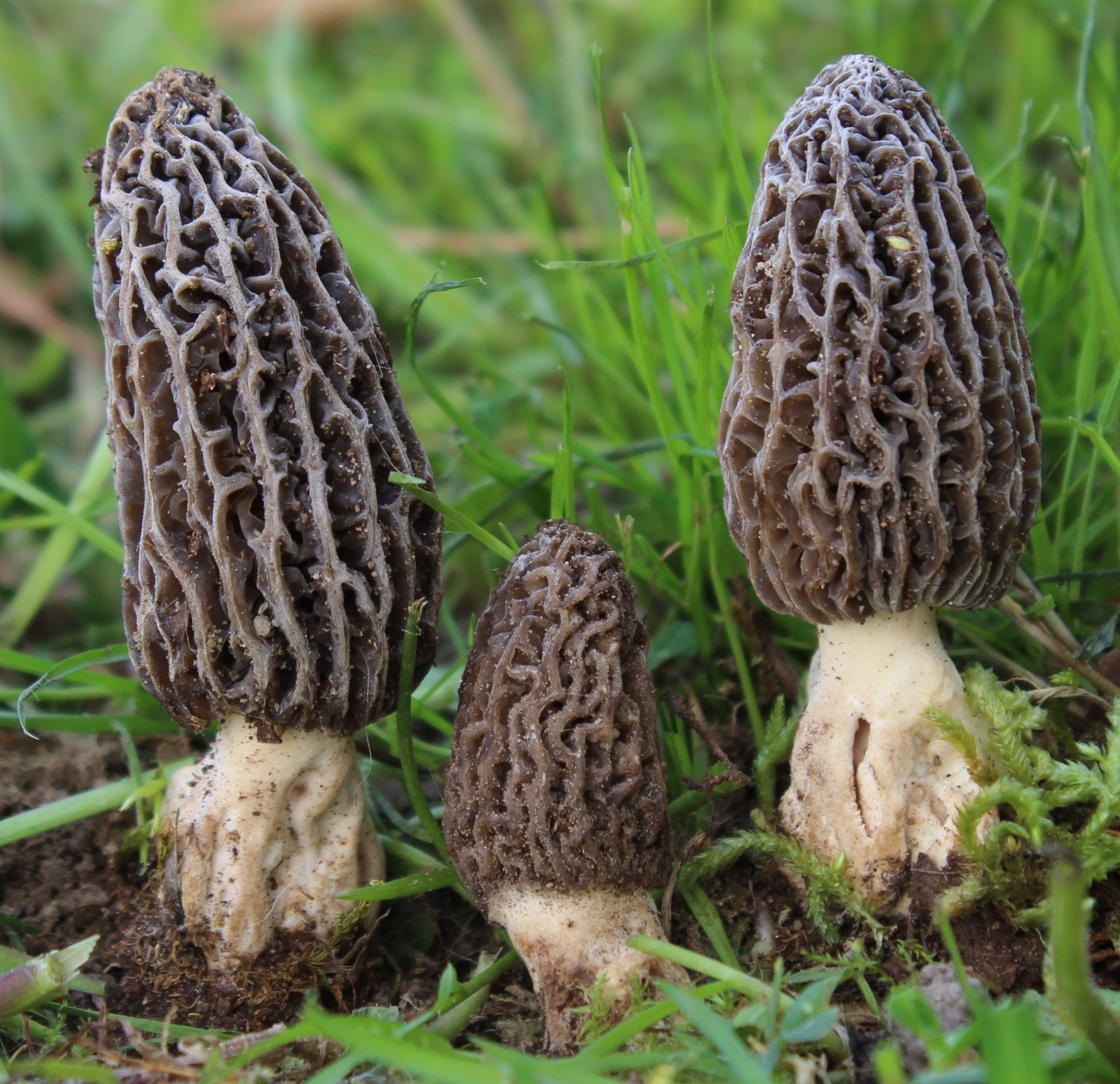
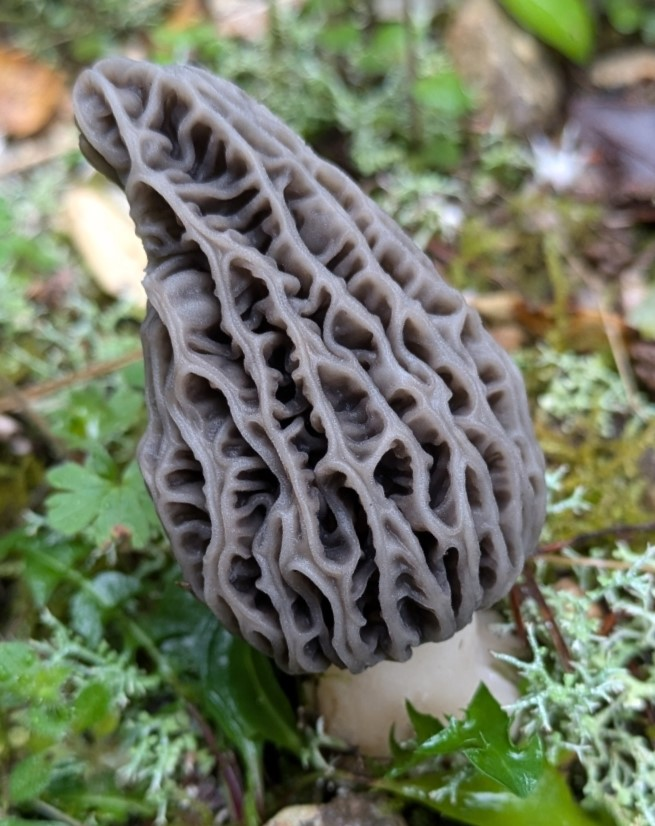
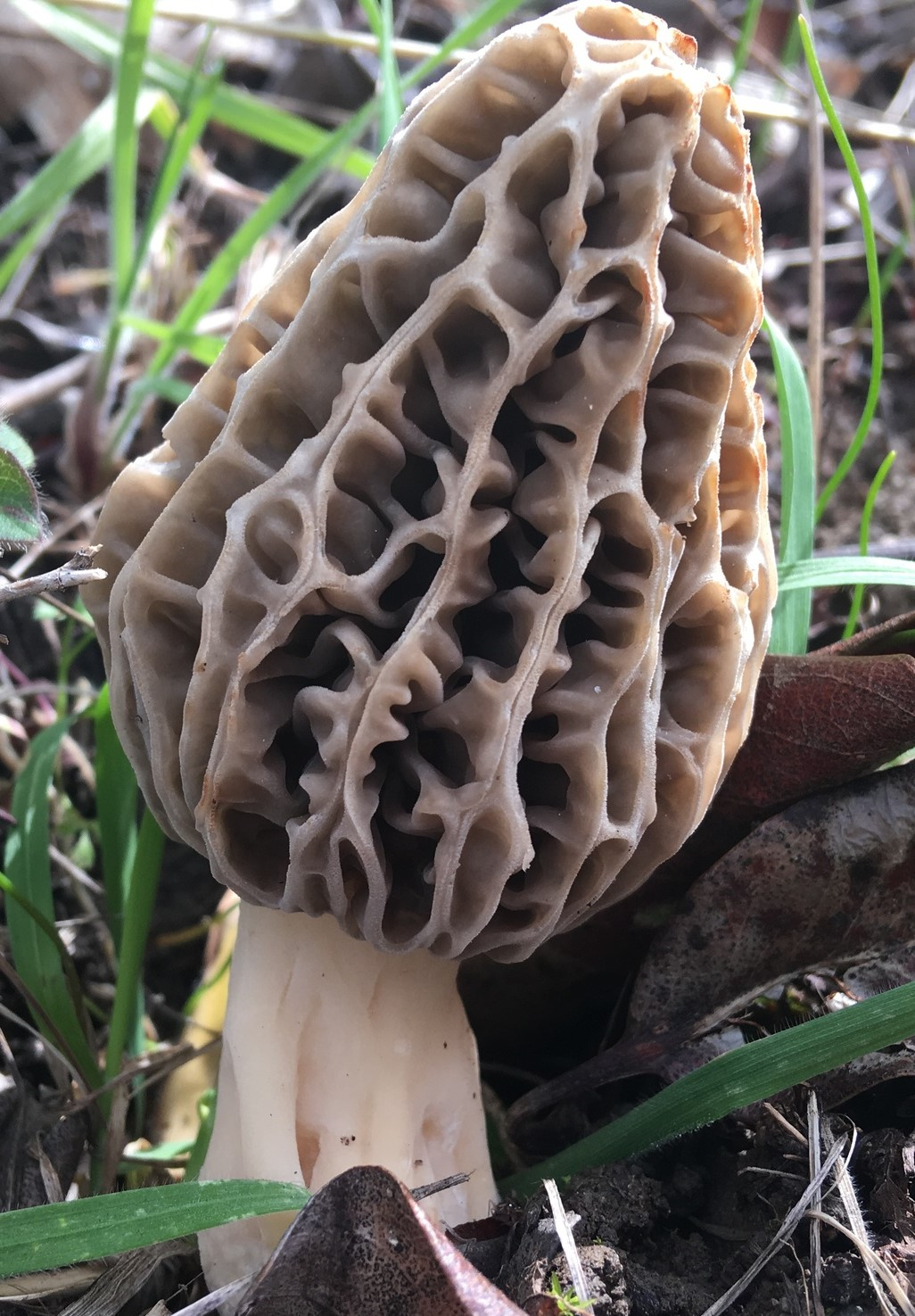
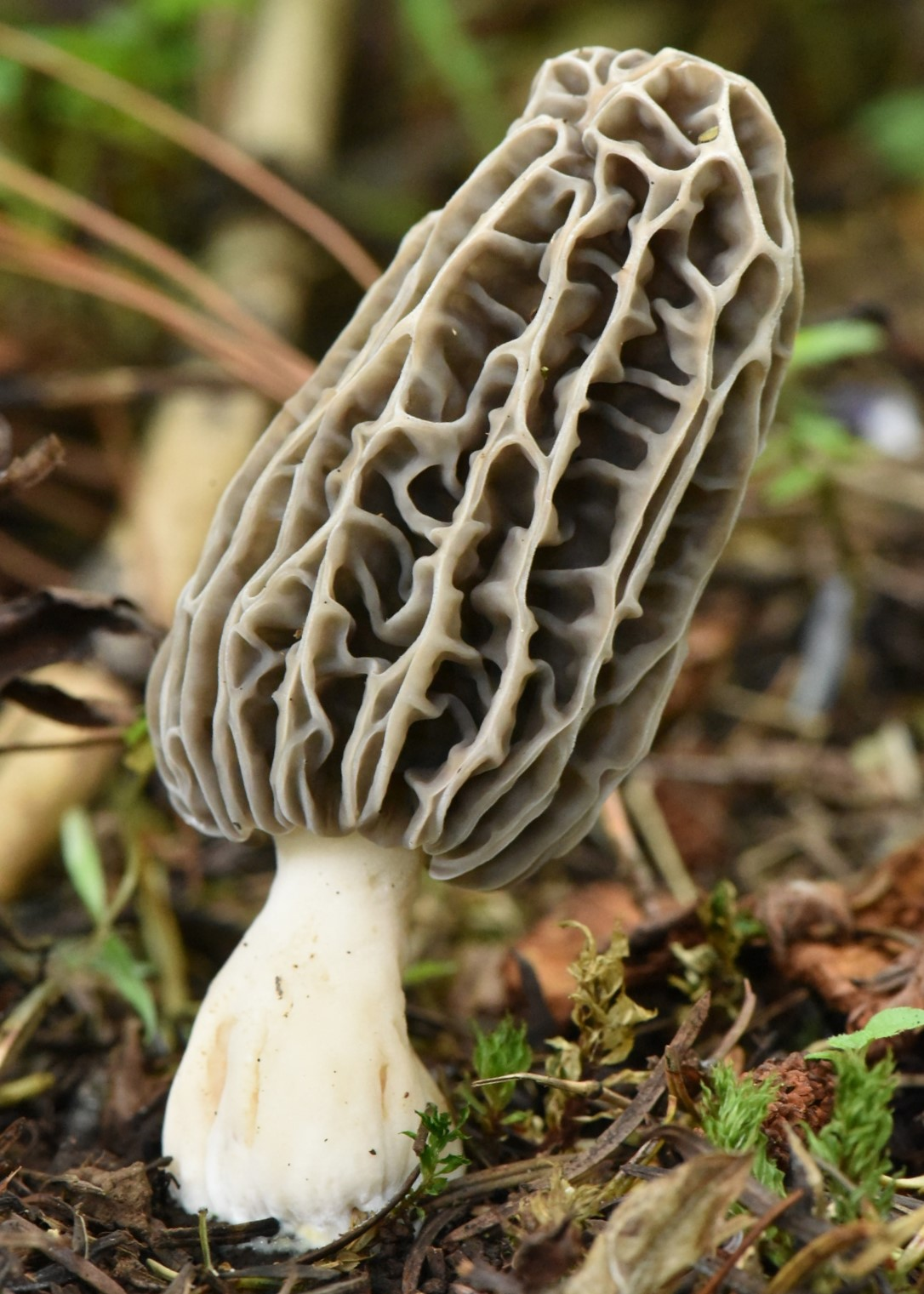
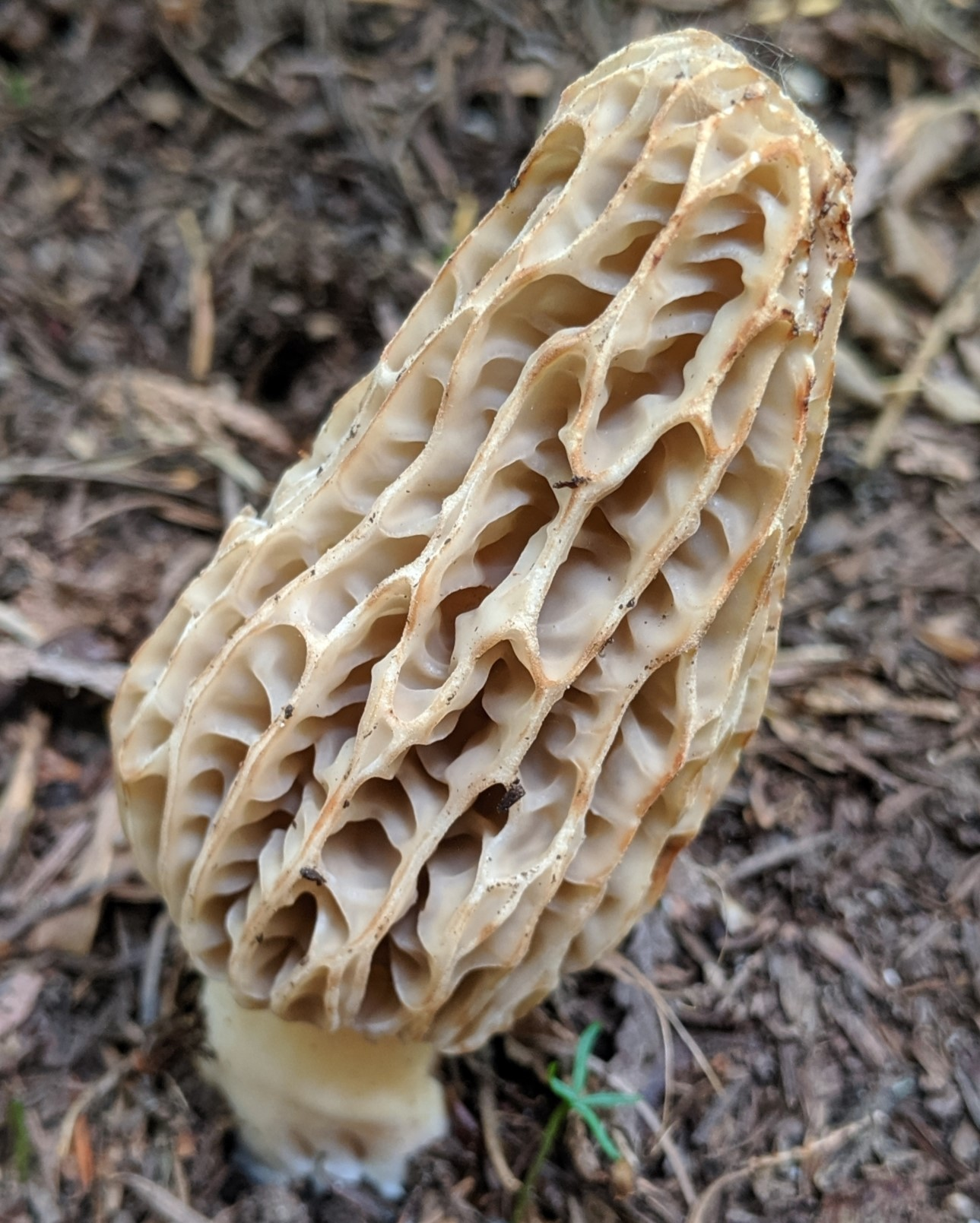
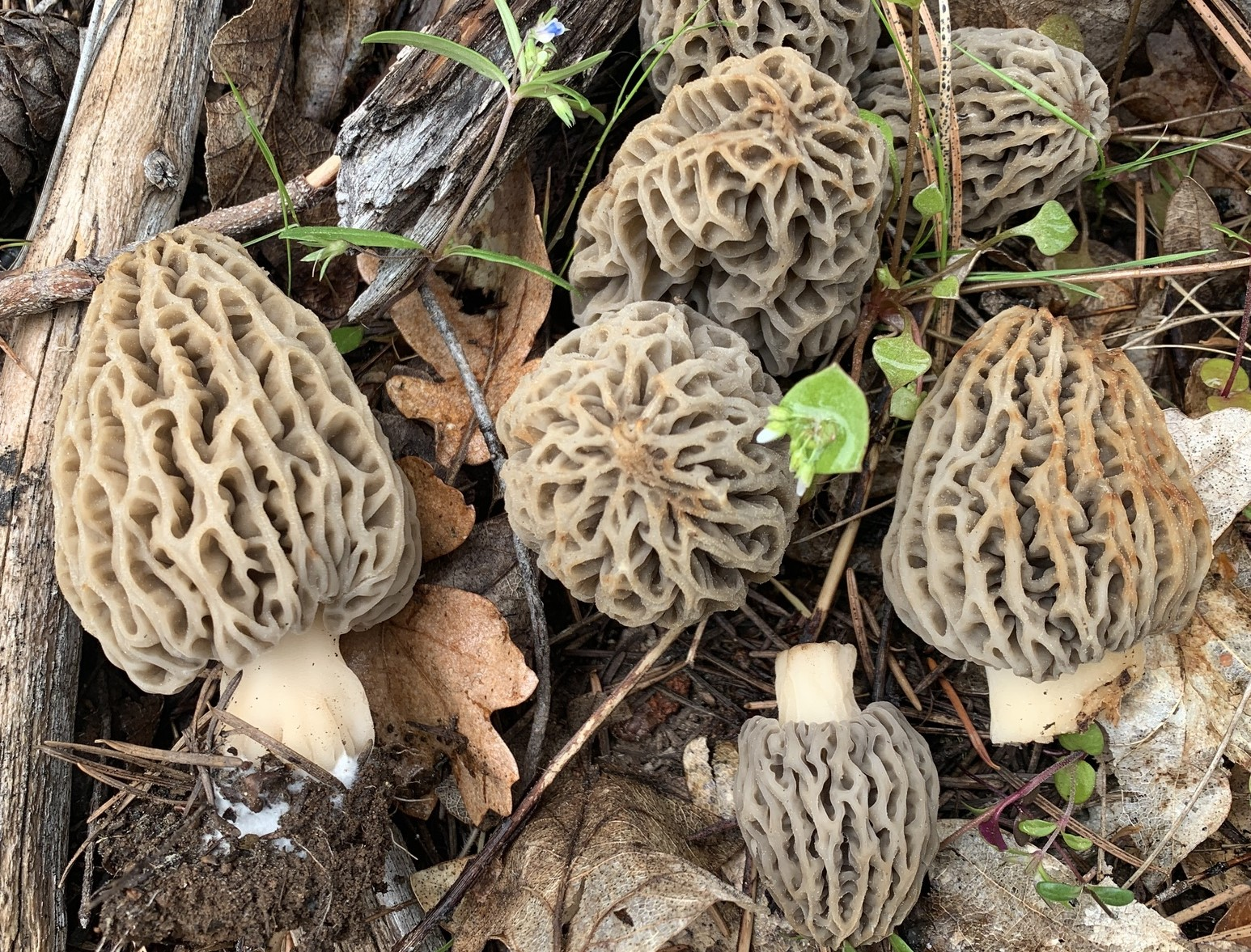

## Habitat et distribution
C'est une espèce saprosymbiotique, cosmopolite, commune sur tout le pourtour méditerranéen, plutôt thermophile et non calcicole, sous divers conifères et feuillus.

## Comestibilité
C'est un comestible réputé, toxique cru ou mal cuit, devant être consommé après une cuisson complète, de préférence après dessication puis réhydratation.

## Confusions possibles
- Morchella vulgaris peut lui ressembler dans la jeunesse à cause de ses couleurs, mais M. tridentina n'a pas de crêtes verruqueuses.